# Portugalia
Portugalia, Republika Portugalska (port. Portugal, wym. [puɾtuˈɣaɫ]; oficjalna nazwa República Portuguesa) – państwo europejskie położone w zachodniej części Europy Południowej na południowym zachodzie Półwyspu Iberyjskiego, gdzie od północy i wschodu graniczy z Hiszpanią, a od zachodu i południa Portugalię oblewają wody Oceanu Atlantyckiego. Dodatkowo w skład Portugalii wchodzą dwa archipelagi wysp położonych na Oceanie Atlantyckim – Azory i Madera, co czyni Portugalię najdalej na zachód położonym państwem Europy. Portugalia jest członkiem Unii Europejskiej oraz NATO.

## Geografia
Powierzchnia:
- ląd: 91 971 km²
- woda: 440 km²
- całkowita: 92 391 km²

Długość granic lądowych:
- Hiszpania: 1214 km
- całkowita: 1215 km

Długość wybrzeża:
- całkowita: 1793 km
  - Najwyższy punkt: Montanha do Pico: 2351 m n.p.m.
  - Najniższy punkt: Ocean Atlantycki 0 m n.p.m.

Na północy przeważa teren górzysty i wyżynny. Tu przebiegają pasma gór Serra do Larouco (1525 m n.p.m.), Serra do Marão (1415 m n.p.m.) i Serra da Estrela (1993 m n.p.m.). Na południu króluje krajobraz nizinno-wyżynny. Bliżej oceanu rozciągają się wyżyny Alentejo i Algarve. Wybrzeże w południowej części klifowe, na pozostałym terenie pokryte wydmami i lagunami.

### Budowa geologiczna
Góry i wyżyny zajmują znaczną część obszaru Portugalii. Na północ od doliny Tagu wznosi się paleozoiczny, zrębowy masyw zbudowany głównie ze zwietrzałych skał magmowych (granit) i metamorficznych (gnejs, kwarcyt). Teren ten jest obcięty od zachodu wyraźną linią tektoniczną, co wraz z silnie wciętymi dolinami rzecznymi nadaje krajobrazowi dużą malowniczość. Najwyższą część obszaru stanowią góry Serra da Estrela z granitową kulminacją Torre (1993 m n.p.m.). Góry Serra de Aire, Serra dos Candeeiros i Serra de Sintra, położone w południowo-zachodnim przedłużeniu Serra da Estrela, mimo swojej małej wysokości (odpowiednio do 679 m n.p.m., 610 m n.p.m. i 528 m n.p.m.) stanowią wyraźną granicę klimatyczną między obszarami o wyraźnym wpływie Atlantyku na północy a obszarami klimatu śródziemnomorskiego na południu. Na charakter gór Serra de Aire i Serra dos Candeeiros duży wpływ mają budujące je jurajskie skały wapienne, w których wykształciły się silne zjawiska krasowe. Dużą atrakcją turystyczną tych gór stało się odkrycie w 1994 r. śladów stóp dinozaurów. Na południe od rzeki Tag leży Wyżyna Alentejo. Obszar ten stanowi pomost do hiszpańskiej Estremadury. Jest zbudowana ze skał trzeciorzędowych, wśród których występują magmowe skały wylewne, będące świadectwem intensywnej działalności wulkanicznej. Im dalej na wschód, tym większe znaczenie mają starsze skały metamorficzne (np. marmury) i osadowe. Cały obszar jest poprzecinany siecią uskoków tektonicznych i aktywny sejsmicznie. Największym naturalnym bogactwem tego regionu są lasy dębów korkowych. Najbardziej południowy kraniec Portugalii zajmują niskie góry i wyżyna Algarve, zbudowane głównie z łupków paleozoicznych. Najwyższe wzniesienie Fóia (903 m n.p.m.) położone w górach Serra de Monchique budują twardsze od łupków sjenity. Południowe stoki gór są najbardziej suchym i gorącym regionem Portugalii. Znacznie mniejszy obszar zajmują niziny, występujące jedynie w pasie nadbrzeżnym oraz w dolnych odcinkach kilku większych dolin rzecznych. Na południe od ujścia Douro, u stóp progu mesety, leży zbudowana głównie z plioceńskich piasków Nizina Środkowoportugalska. Na wybrzeżu występują tu wydmy, za którymi czasami występują laguny (Laguna Aveiro) lub bagna. Nad dolnym Tagiem i rzeką Sado leży zbudowana z neogeńskich osadów Nizina Południowoportugalska. Osłonięta wapiennymi stoliwami od wpływu Atlantyku ma wyraźny charakter regionu śródziemnomorskiego. Ujścia rzek są silnie zamulanymi limanami, mimo to założono tu stolicę kraju Lizbonę i duży port Setúbal.

### Klimat
Typ klimatu: Śródziemnomorski
Portugalia położona jest w strefie klimatu śródziemnomorskiego oceanicznego. Zimą występują wyraźne różnice między północą a południem kraju. Na wysuniętym najdalej na południe Algarve zdarzają się wtedy często ciepłe, słoneczne dni, a osłonięte plaże południa pozwalają się opalać przez cały rok. Wieczory bywają chłodne, ale nie na tyle, aby zrazić turystów. W okolicach Lizbony zima jest łagodna, ale nieprzewidywalna – na przemian występują dni słoneczne i deszczowe. W centrum i na północy zimy bywają deszczowe i chłodne, ale nie mroźne. Okresy deszczu są przerywane rozpogodzeniami. W górach jest zdecydowanie zimniej. Pokrywa śnieżna utrzymuje się od listopada do lutego w Serra da Estrela oraz w pasmach górskich na północy i wschodzie. Zima trwa krótko – od listopada/grudnia do lutego/marca, ze średnią temperaturą 12°C.
W całym kraju zaczyna być cieplej w maju i czerwcu, a wysoka temperatura utrzymuje się do września. Z wyjątkiem Algarve noce bywają chłodne nawet w lecie, zwłaszcza na wybrzeżu Cascais i Estorilu niedaleko Lizbony. Na wybrzeżu zachodnim woda w Atlantyku jest przeważnie chłodna (22°C) do lipca. Na południu ogrzewa się wcześniej.
W lecie w całym kraju panują upały. Na północy bywa tak samo gorąco, jak na pozostałym obszarze, ale występuje większe prawdopodobieństwo deszczu. Na niektórych terenach w głębi lądu spiekota staje się trudna do wytrzymania – w Alentejo i górnym Douro słupek rtęci często utrzymuje się przez dłuższy czas na poziomie
40°C. Algarve latem jest umiarkowanie gorące (31°C), dzięki chłodnym wiatrom zachodnim.

### Zjawiska pogodowe rejestrowane w Portugalii na bazie danych archiwalnych
| Zdarzenia (średnia roczna)      | Styczeń | Luty | Marzec | Kwiecień | Maj | Czerwiec | Lipiec | Sierpień | Wrzesień | Październik | Listopad | Grudzień |
| ------------------------------- | ------- | ---- | ------ | -------- | --- | -------- | ------ | -------- | -------- | ----------- | -------- | -------- |
| Deszczowe dni                   | 16      | 14   | 16     | 12       | 9   | 5        | 2      | 2        | 7        | 10          | 16       | 12       |
| Śnieżne dni                     | 0       | 0    | 0      | 0        | 0   | 0        | 0      | 0        | 0        | 0           | 0        | 0        |
| Dni z gradem                    | 0       | 0    | 0      | 0        | 0   | 0        | 0      | 0        | 0        | 0           | 0        | 0        |
| Burzowe dni                     | 1       | 1    | 2      | 3        | 2   | 0        | 0      | 0        | 3        | 2           | 3        | 1        |
| Mgliste dni                     | 6       | 5    | 2      | 2        | 1   | 0        | 1      | 0        | 2        | 5           | 4        | 7        |
| Dni z tornado*                  | 0       | 0    | 0      | 0        | 0   | 0        | 0      | 0        | 0        | 0           | 0        | 0        |
| Czas trwania dnia               | 10      | 11   | 13     | 14       | 15  | 15       | 14     | 13       | 12       | 11          | 10       | 9        |
| Godzin słonecznych w ciągu dnia | 8       | 7    | 9      | 10       | 12  | 13       | 12     | 11       | 9        | 9           | 7        | 6        |

* Tornada – liczone za ostatnie 5 lat

## Historia

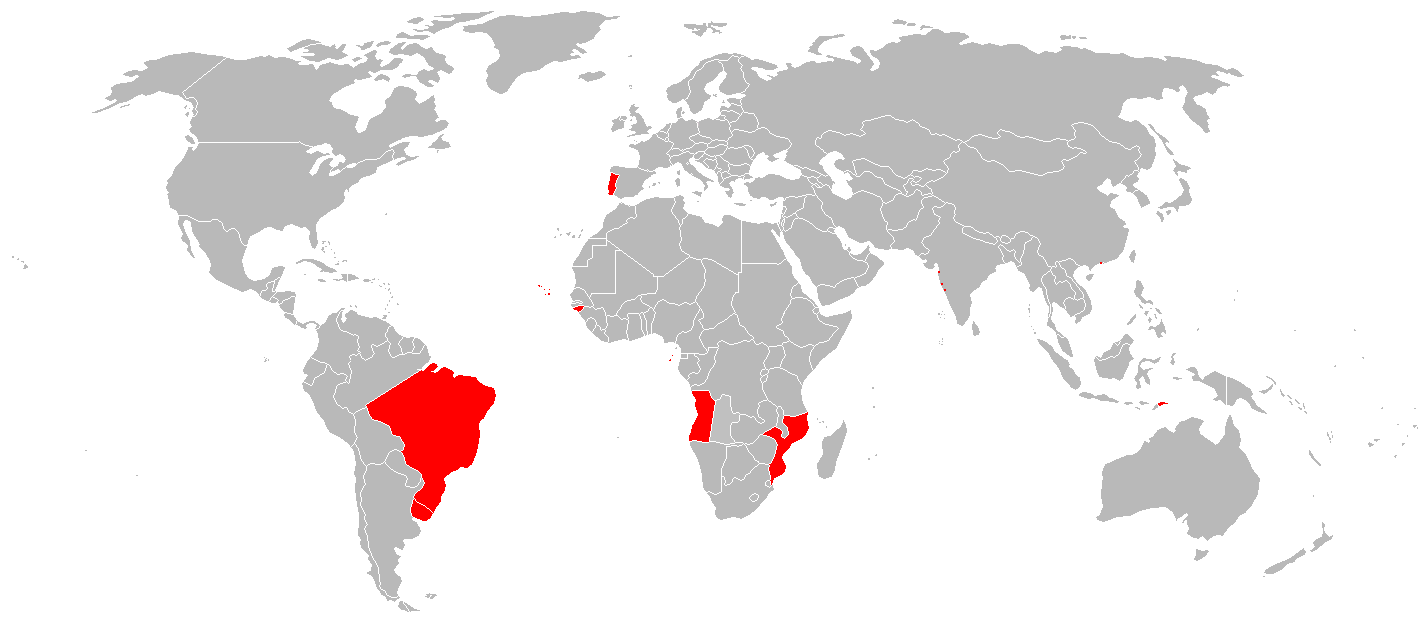
Portugalskie imperium kolonialne w XVIII w.

W starożytności teren Portugalii był zamieszkany przez ludy iberyjskie i celtyckie. W III wieku p.n.e. obszary te zostały objęte wpływami Kartaginy, a w II wieku p.n.e. stały się terenem Rzymian.
Pod panowaniem rzymskim (II w. p.n.e.- początek V w. n.e.) południowo-zachodnie ziemie półwyspu objęła od 27 p.n.e. prowincja Luzytania. Nastąpiły rozwój cywilizacyjny i integracja gospodarcza z imperium (miasta, kolonizacja, drogi, górnictwo, spichlerz zbożowy) oraz romanizacja ludności i jej chrystianizacja (III–V wiek). Po najeździe germańskim na półwysep (409 n.e.) większą część jego zachodnich obszarów opanowali początkowo Swebowie, tworząc królestwo ze stolicą w Bradze, następnie Wizygoci zajęli w 469 południową część dzisiejszej Portugalii, a w 585 – jej północne obszary. Po rozbiciu (711–718) przez Arabów królestwa Wizygotów ziemie półwyspu objął kalifat Umajjadów.
Prowadzona od VIII wieku przez chrześcijan rekonkwista objęła w IX–XI wieku rejon Bragi, Porto i Coimbry, które zostały zdobyte przez królów Leónu i Kastylii. Obszar ten, związany początkowo z prowincją Galicia, w 1097 r. wydzielono w hrabstwo Portucale z ośrodkiem w Porto (staroż. Portus Cale), nadając je w lenno Henrykowi Burgundzkiemu; 1139 jego syn przyjął tytuł króla Portugalii (Alfons I Zdobywca) i uzyskał niezależność swego państwa (ze stolicą w Coimbrze) od Leónu i Kastylii. Do połowy XIII wieku Portugalia kontynuowała rekonkwistę zachodniego pasa Półwyspu Iberyjskiego; oprócz rodzimego rycerstwa świeckiego w walkach uczestniczyły zakony rycerskie (m.in. Aviz) oraz krzyżowcy zachodnioeuropejscy (w 1147 zdobycie Lizbony). W 1249 osiągnięto wybrzeże Algarve na południu (Portugalia uzyskała obecny kształt terytorialny). Równocześnie monarchia dążyła do ograniczenia rosnącej potęgi możnych, Kościoła i zakonów rycerskich; popierała rozwój handlu i miast. W XIII wieku rada królewska przekształciła się w parlament stanowy, Kortezy, do których w 1254 dopuszczono delegatów miast. Około 1255 przeniesiono stolicę do Lizbony, gdzie w latach 1288–1290 powstał pierwszy portugalski uniwersytet, przeniesiony później do Coimbry.

## Demografia
| 1864 | 4 188 419 | 1960 | 8 851 240  |
| 1890 | 5 049 729 | 1970 | 8 648 369  |
| 1911 | 5 969 056 | 1981 | 9 833 041  |
| 1920 | 6 032 991 | 1991 | 9 862 540  |
| 1930 | 6 825 883 | 2001 | 10 356 117 |
| 1940 | 7 722 152 | 2011 | 10 562 178 |
| 1950 | 8 510 240 | 2021 | 10 343 066 |

W XIII w. Portugalię zamieszkiwało około 1 mln lub nieco więcej osób. Po gwałtownym spadku zamieszkującej ten obszar liczby ludności w stuleciu następnym, w XV w. liczba ta ponownie wzrosła do około 1 miliona. Przeciętna gęstość ludności w późnośredniowiecznej Portugalii wynosiła około 11 osób na km². Powszechny spis ludności przeprowadzony w 2001 roku wykazał, że populacja Portugalii wynosiła wówczas 10 356 117 mieszkańców (z czego 51,7% to kobiety). Na koniec pierwszej dekady XXI w. szacowało się tę liczbę na około 10,6 miliona i większość przyrostu ludności miała miejsce za sprawą imigrantów. Według danych na rok 2008 jedna czwarta z 440 tysięcy imigrantów pochodzi z Brazylii (106 tys.). Kolejne miejsca zajmują Ukraina (53,5 tys.), Republika Zielonego Przylądka (51,5 tys.), Rumunia (28 tys.), Angola (27,5 tys.) i Gwinea-Bissau (24,5 tys.).
Według The Portugal News, liczba obcokrajowców mieszkających w Portugalii podwoiła się w ciągu ostatniej dekady by w 2022 r. osiągnąć 800 tys. osób. Badanie wykazało, że 76% obcokrajowców w Portugalii pochodzi z krajów spoza UE, przy czym największą grupę stanowią Brazylijczycy – 29,3%. Inne główne populacje zagraniczne to: Brytyjczycy (6%), mieszkańcy Zielonego Przylądka (4,9%), Włosi (4,4%), Hindusi (4,3%) i Rumuni (4,1%).

### Miasta
Największe miasta (2024):
| 1 | Lizbona | Lizbona | 575 739 | 2 870 770 |
| 2 | Porto   | Porto   | 252 687 | 1 762 524 |
| 3 | Braga   | Braga   | 203 519 | 814 083   |
| 4 | Coimbra | Coimbra | 146 899 | 460 139   |
| 5 | Leiria  | Leiria  | 136 006 |           |
| 6 | Funchal | Madera  | 108 129 |           |
| 7 | Viseu   | Viseu   | 103 502 |           |
| 8 | Aveiro  | Aveiro  | 88 154  |           |

## Religia
Religie (według spisu z 2021):
- katolicy: 80,2%
- niezrzeszeni: 14,1%

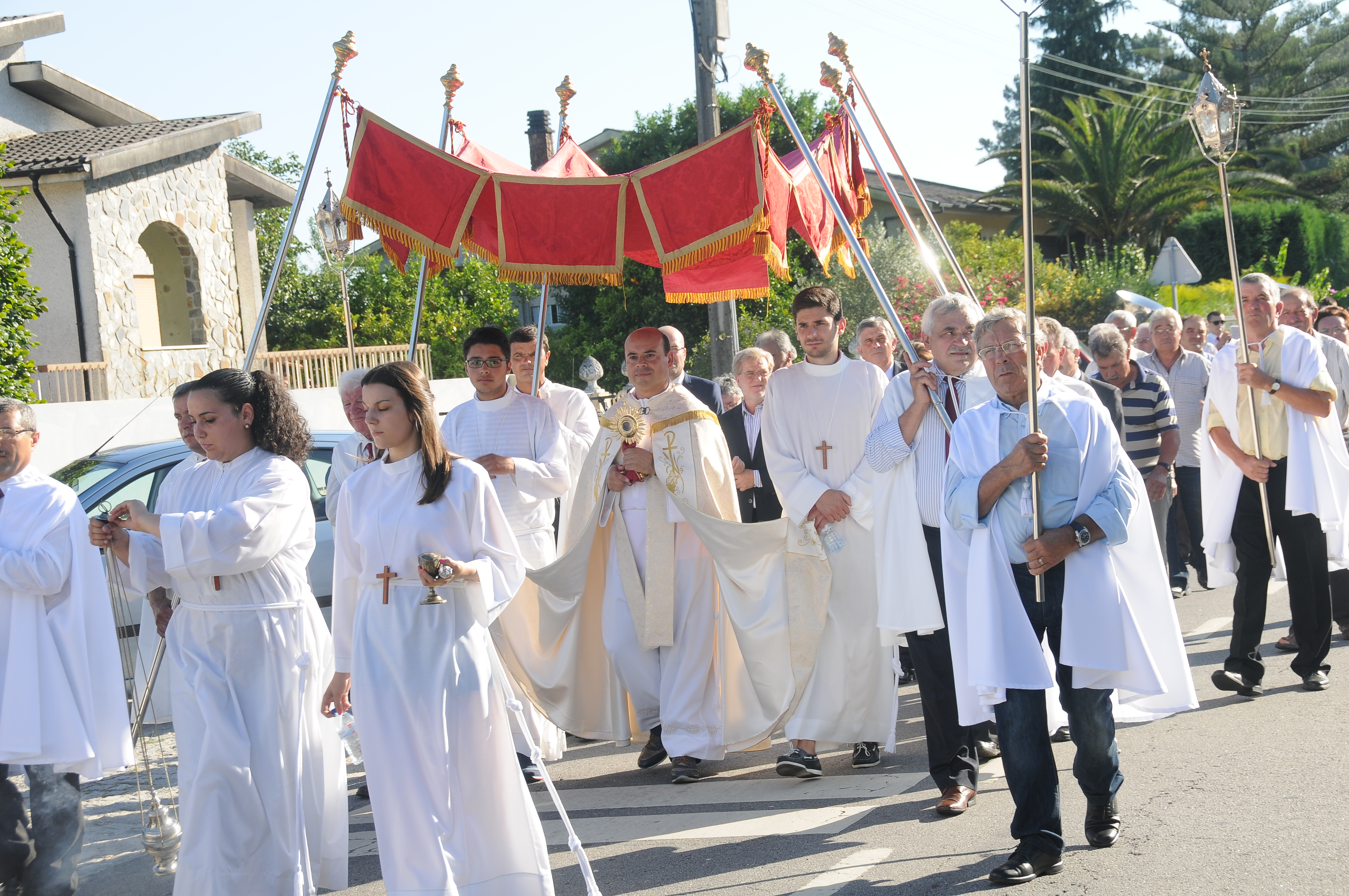
Katolicka procesja

- protestanci (głównie: zielonoświątkowcy): 2,1%
- Świadkowie Jehowy: 0,7%
- prawosławni: 0,7%
- inni chrześcijanie: 1%
- muzułmanie: 0,4%
- inne religie: 0,7%.

## Polityka

### Ustrój polityczny
Portugalia jest republiką o parlamentarno-prezydenckim systemie rządów. Obowiązująca konstytucja jest z 1976 roku.
Głową państwa jest prezydent i jest on wybierany w wyborach powszechnych i bezpośrednich na 5 lat. Może być wybrany na najwyżej dwie kadencje. Przy prezydencie działa ciało doradcze – Rada Państwa. Władzę ustawodawczą sprawuje jednoizbowe Zgromadzenie Republiki. Składa się z 230 deputowanych wybieranych na 4 lata w głosowaniu powszechnym, bezpośrednim oraz proporcjonalnym. Rząd jest naczelnym organem administracji publicznej.

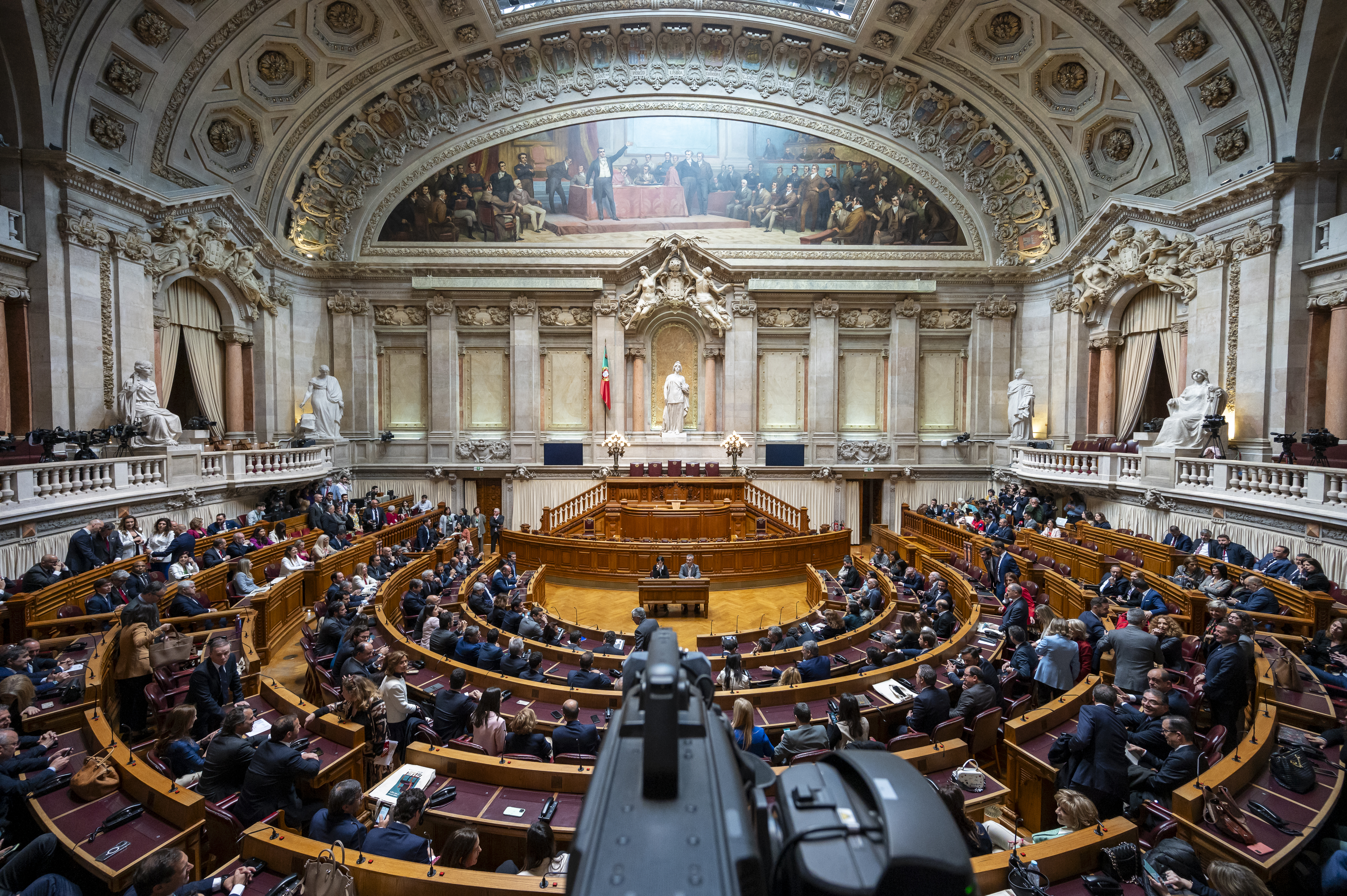
Zgromadzenie Republiki

Portugalska scena polityczna od rewolucji goździków jest zdominowana przez dwie partie wywodzące się z ruchu socjalistycznego:
- Lewicową Partię Socjalistyczną, w skrócie PS.
- Centrową/centroprawicową Partię Socjaldemokratyczną, w skrócie PSD.

Obok tych partii występują również inne mniejsze mające swych przedstawicieli w parlamencie:
- Chrześcijańsko-demokratyczne i centrowo/centroprawicowa Centrum Demokratyczne i Społeczne – Partia Ludowa, w skrócie CDS/PP.
- Partia Ekologistyczna „Zieloni”, w skrócie PEV.
- Portugalska Partia Komunistyczna, w skrócie PCP.
- koalicja kilku małych partii o radykalnie lewicowej proweniencji pod nazwą Blok Lewicy, w skrócie BE.

### Podział administracyjny
- 18 dystryktów (distrito):

Aveiro, Beja, Braga, Bragança, Castelo Branco, Coimbra, Évora, Faro, Guarda, Leiria, Lizbona, Portalegre, Porto, Santarém, Setúbal, Viana do Castelo, Vila Real, Viseu.
- 2 regiony autonomiczne:

Region Autonomiczny Azorów, Region Autonomiczny Madery.

### Siły zbrojne
Portugalia dysponuje trzema rodzajami sił zbrojnych: wojskami lądowymi, marynarką wojenną oraz siłami powietrznymi. Uzbrojenie sił lądowych Portugalii składało się w 2014 roku z: 133 czołgów, 1076 opancerzonych pojazdów bojowych oraz 75 zestawów artylerii holowanej. Marynarka wojenna Portugalii dysponowała w 2014 roku 18 okrętami obrony przybrzeża, 5 fregatami, 7 korwetami oraz 2 okrętami podwodnymi. Portugalskie siły powietrzne z kolei posiadały w 2014 roku uzbrojenie w postaci m.in. 29 myśliwców, 37 samolotów transportowych, 27 samolotów szkolno-bojowych oraz 24 śmigłowców.
Wojska portugalskie w 2014 roku liczyły 40 tys. żołnierzy zawodowych oraz 211 tys. rezerwistów. Według rankingu Global Firepower (2014) portugalskie siły zbrojne stanowią 53. siłę militarną na świecie, z rocznym budżetem na cele obronne w wysokości 3,8 mld dolarów (USD).

## Gospodarka

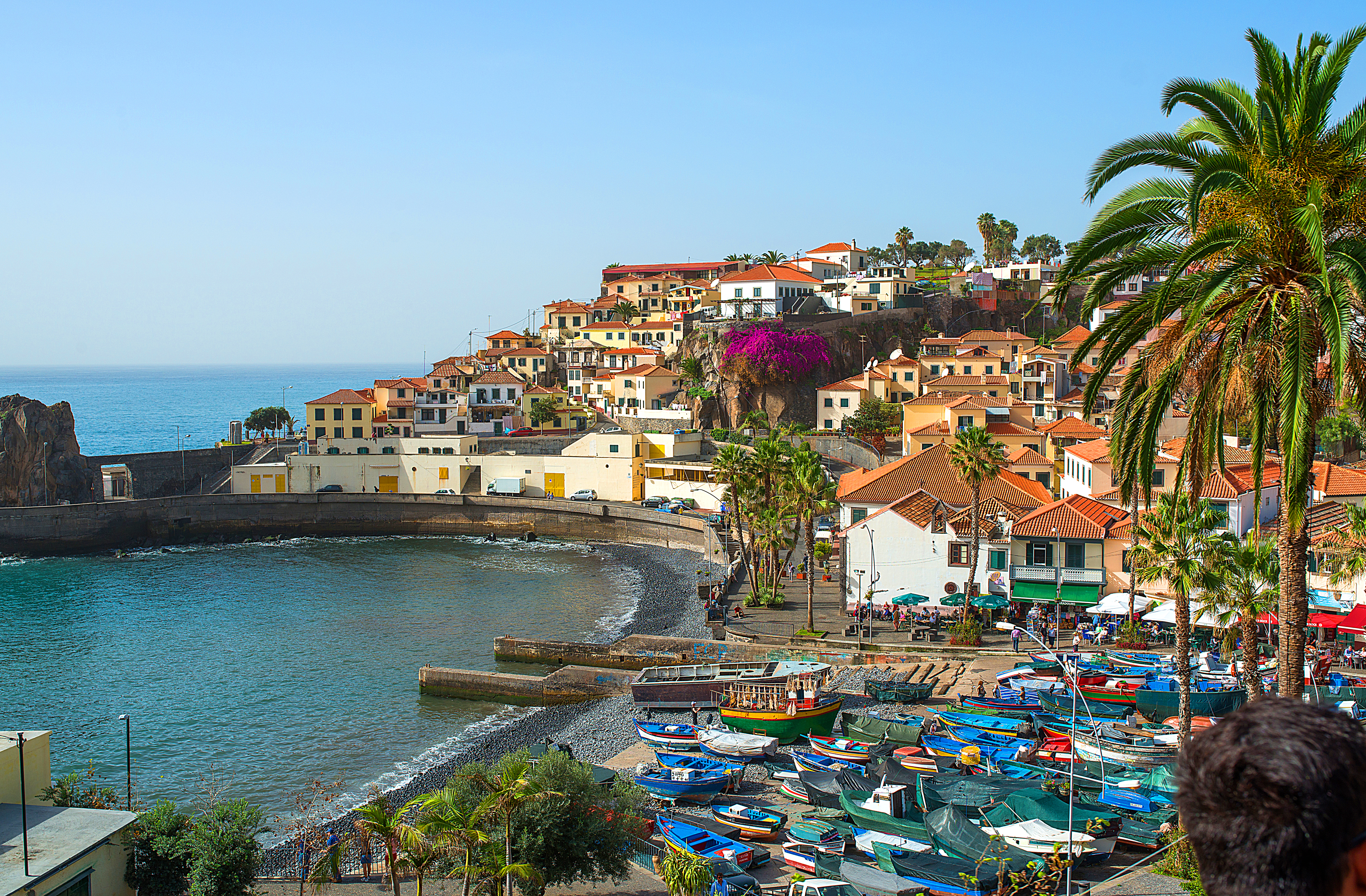
Madera

W drugiej połowie lat 80. produkt krajowy brutto wzrastał średnio o 4,6% rocznie. Na przyspieszenie rozwoju gospodarczego wpłynęło członkostwo w EWG (od 1986) i napływ kapitału zagranicznego. W latach 1988–1993 Portugalia otrzymała 3,7 mld dolarów amerykańskich z Regionalnego Funduszu EWG na modernizację przemysłu, gospodarki rolnej i rozbudowę infrastruktury. Od 1988 r. zaczęły się reprywatyzacja przedsiębiorstw, przejętych przez państwo po 1974 roku, oraz szybkie zmiany struktury gospodarki, opartej do lat 70. na rolnictwie i eksploatacji kolonii. W 1990 r. ok. 56% produktu krajowego brutto wytworzyły usługi (głównie handel, turystyka), 38% – przemysł i budownictwo, 6% – rolnictwo i leśnictwo. Produkt krajowy brutto na 1 mieszkańca wynosi 21,765 dolarów amerykańskich (2014). Istotną rolę w gospodarce odgrywają przekazy pieniężne od pracujących za granicą emigrantów portugalskich (1991 – 3,4 mld dolarów amerykańskich).
Portugalia jest obecnie jednym z najwolniej rozwijających się krajów Europy. Na uwagę zasługuje fakt, iż w kwietniu 2007 r. The Economist opisała Portugalię jako „chorego człowieka Europy”. Ponadto należy zauważyć, że w 2003 r. Portugalia zanotowała spadek PKB, zaś jego wzrost w 2006 r. w wysokości 1,3% był nie tylko najniższy w Unii Europejskiej, ale też w całej Europie.

### Turystyka
W 2015 roku kraj ten odwiedziło 10,176 mln turystów (9,7% więcej niż w roku poprzednim), generując dla niego przychody na poziomie 12,606 mld dolarów.

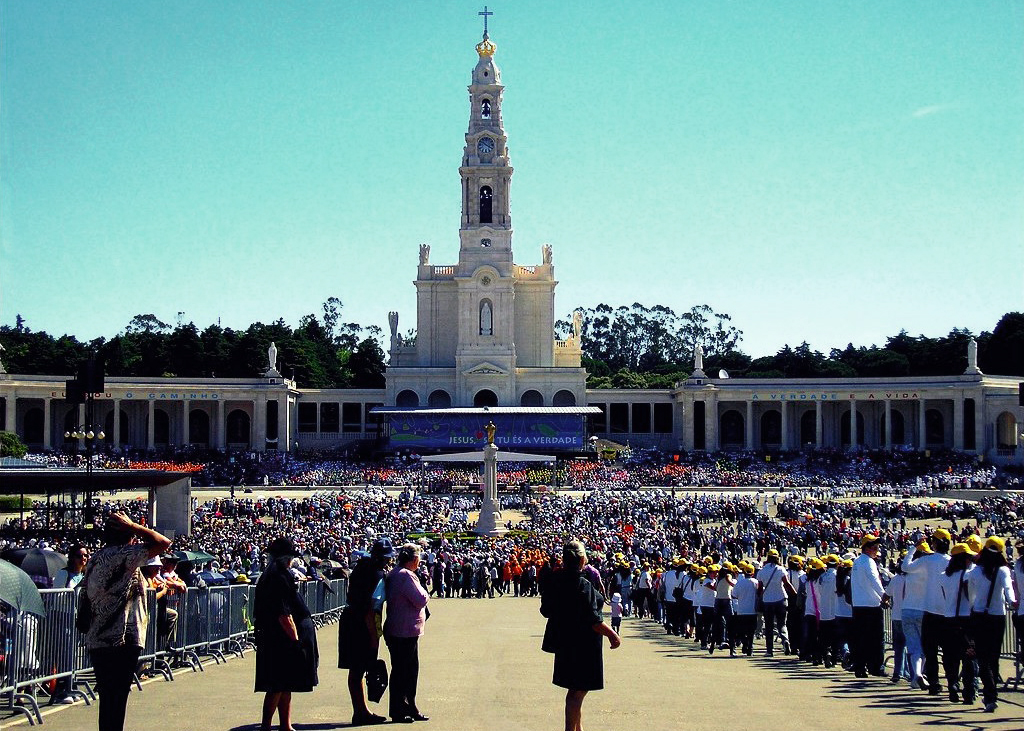
Sanktuarium Matki Bożej Fatimskiej.

Portugalia jest popularnym celem turystów z całego świata, znana jest przede wszystkim z turystyki wypoczynkowej oraz krajoznawczej. Najpopularniejszymi ośrodkami turystycznymi w Portugalii są stolica i największe miasto Lizbona, uznawana za jedno z najpiękniejszych miast Europy, oraz Porto. Portugalia to także znaczący ośrodek turystyki pątniczej, ze względu na słynne sanktuarium w Fatimie.
Portugalia najczęściej odwiedzana jest przez turystów z Wielkiej Brytanii, Francji, Hiszpanii oraz Niemiec.
Ze względu na położenie geograficzne oraz walory antropogeniczne i przyrodnicze, wyróżnionych zostało osiem portugalskich regionów turystycznych:
1. Costa de Lisboa – miasto Lizbona, przedmieścia i okolice.
2. Costa Verde – portugalskie „zielone wybrzeże” obejmujące całą północną linię brzegową Portugalii.
3. Costa da Prata – portugalskie „srebrne wybrzeże” obejmujące wybrzeże centralnej Portugalii od Lizbony do Porto.
4. Montanhas – górzysty region północno-środkowej Portugalii.
5. Planicies – nizinny region Alentejo na południu.
6. Algarve – południowe wybrzeże Portugalii.
7. Madeira – Madera położona nad Oceanem Atlantyckim
8. Azores – archipelag wysp azorskich.

### Emisja gazów cieplarnianych
Łączna emisja równoważnika dwutlenku węgla z Portugalii wyniosła w 1990 roku 60,356 Mt, z czego 43,679 Mt stanowił dwutlenek węgla. W przeliczeniu na mieszkańca emisja wyniosła wówczas 4,388 t dwutlenku węgla, a w przeliczeniu na 1 dolar PKB 217 kg. Po roku 1990 całkowita emisja wahała się, osiągając maksimum w pierwszej dekadzie XXI w. W 2018 emisja dwutlenku węgla pochodzenia kopalnego wyniosła 52,612 Mt, a w przeliczeniu na mieszkańca 5,112 t i w przeliczeniu na 1 dolar PKB 178 kg. Przez cały czas głównymi branżami odpowiedzialnymi za tę emisję były transport i energetyka. MW całkowitej emisji gazów cieplarnianych dwutlenek węgla zawsze stanowił większość. Emisje metanu były na drugim miejscu, a podtlenku azotu na trzecim. Zauważalne były też emisje gazów fluorowanych.

## Oświata

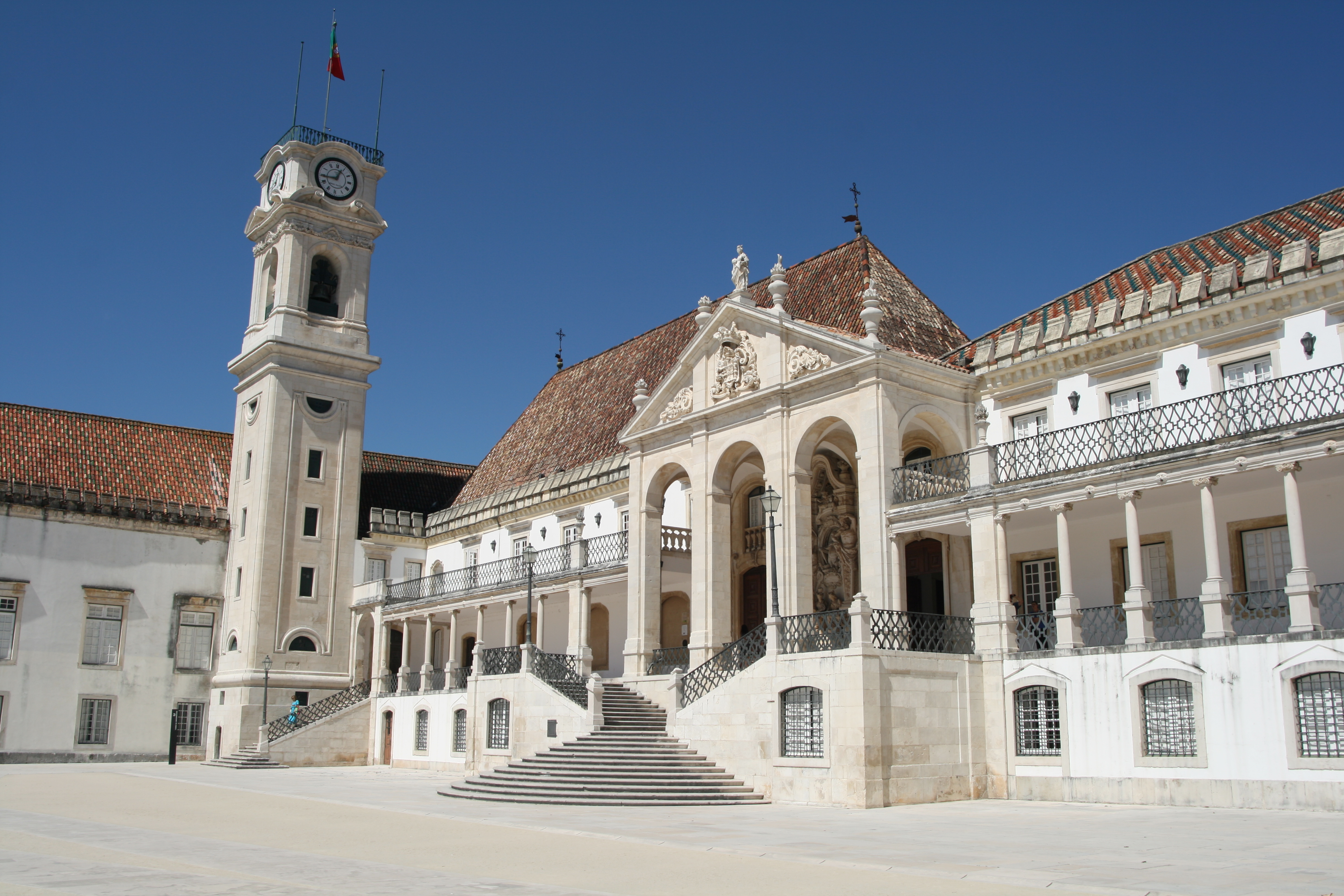
Uniwersytet w Coimbrze

Oświata charakteryzuje się ciekawymi rozwiązaniami organizacyjno-dydaktycznymi, takimi jak kształcenie telewizyjne na poziomie szkoły podstawowej oraz edukacja równoległa, czyli możliwość uczenia się w szkole dziennej, szkole wieczorowej lub telewizyjnie, na szczeblu szkolnictwa średniego. Portugalia ma stosunkowo wysoki wskaźnik analfabetyzmu – 4,6% mieszkańców w wieku powyżej 15. roku życia nie potrafi czytać ani pisać.

## Kultura

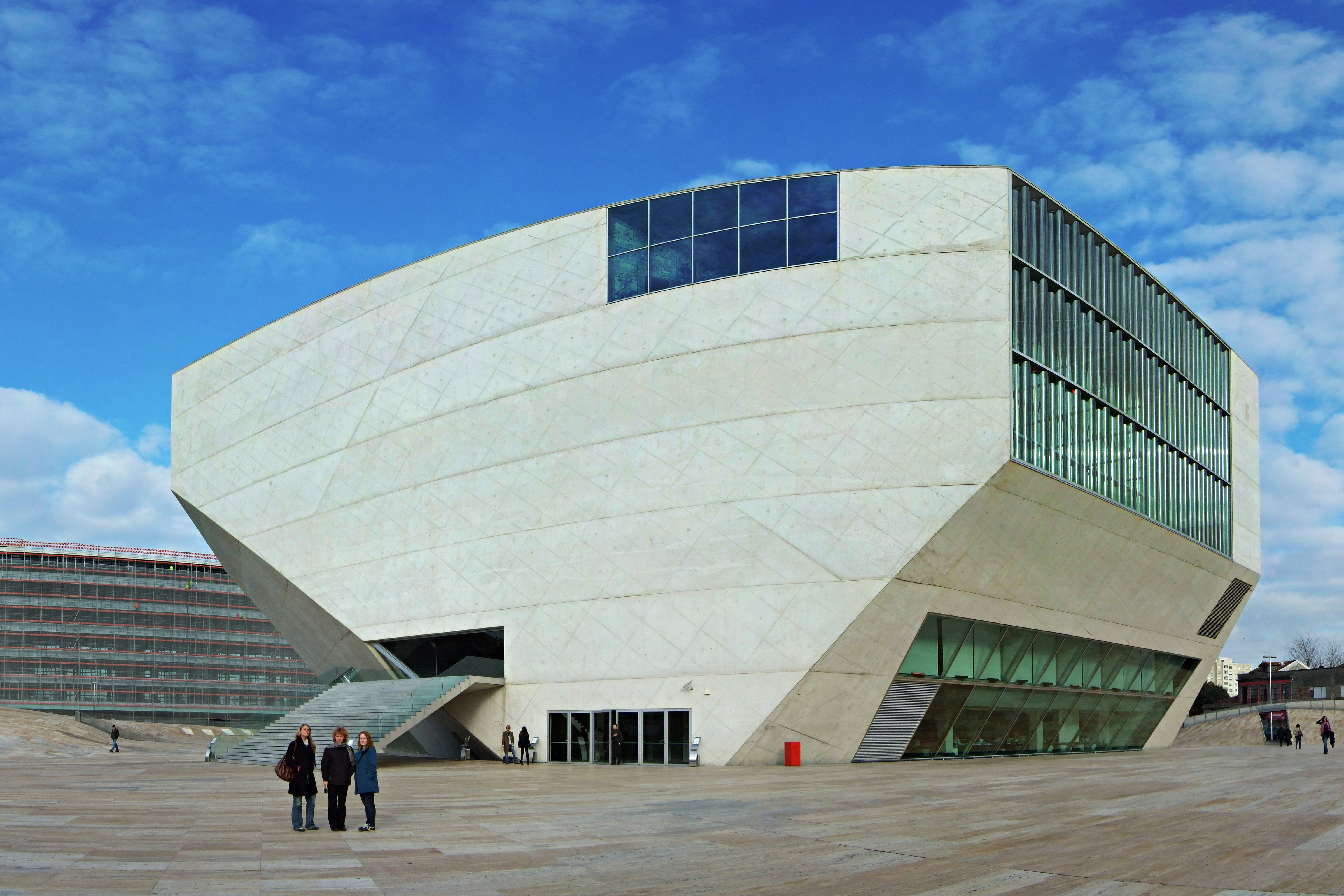
Casa da Música w Porto

Portugalia to jedno z państw romańskich. W kulturze Portugalii widoczny jest wpływ różnych cywilizacji: tych, które dotarły do Półwyspu Iberyjskiego (m.in. Celtów, Rzymian, Maurów), jak również tych, z którymi Portugalczycy mieli styczność w wyniku morskich wypraw w okresie wielkich odkryć geograficznych. Portugalia posiada również silne historyczne oraz kulturowe powiązania z sąsiednią Hiszpanią, wywarła także ogromny wpływ kulturowy i językowy na Brazylię.
Na Liście Światowego Dziedzictwa UNESCO znajduje się 13 miejsc z Portugalii, z czego 9 z nich to zabytki architektoniczne, a 2 to regiony uprawy wina.
Od 1990 roku, liczba publicznych obiektów kulturalnych w Portugalii wzrosła. Oprócz Muzeum Calouste Gulbenkiana, otwartego w 1969 roku w Lizbonie, powstały m.in. Centro Cultural de Belém w Lizbonie, Museu de Arte Contemporânea de Serralves oraz Casa da Música w Porto.

### Architektura

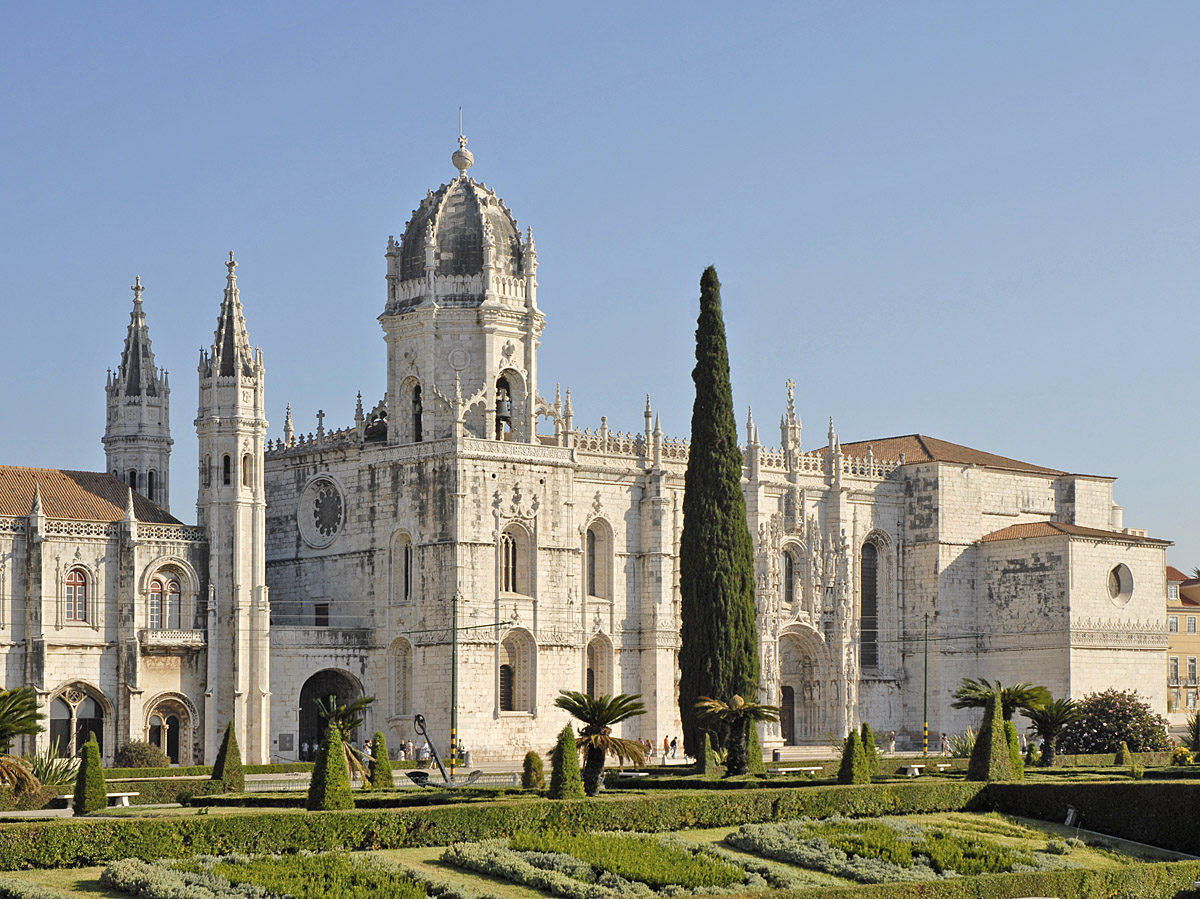
Klasztor Hieronimitów w Lizbonie

Charakterystyczny dla Portugalii jest styl manueliński, cechujący się ozdobną ornamentyką o motywach orientalnych i morskich (np. liny okrętowe, fale, koniki morskie czy koralowce). Styl ten powstał w okresie wielkich odkryć geograficznych, dokonywanych przez Portugalię, pod rządami króla Manuela I. Znakomitymi przykładami stylu manuelińskiego są: Klasztor Hieronimitów i Torre de Belém w Lizbonie oraz Klasztor Zakonu Chrystusa w Tomar.
Przykładami współczesnej architektury są: znajdujący się w Porto budynek – Casa da Música, nagrodzony przez RIBA, oraz Parque das Nações w Lizbonie .
Do znanych na całym świecie, współczesnych architektów portugalskich zaliczają się: Eduardo Souto de Moura, Álvaro Siza Vieira, Gonçalo Byrne, Filipe Oliveira Dias oraz Carrilho da Graça.

### Literatura

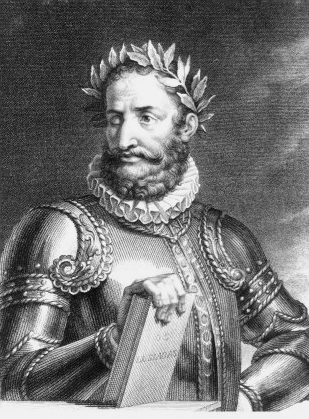
Luís de Camões, portugalski poeta XVI wieku

Literatura portugalska, będąc jedną z najstarszych zachodnich literatur, rozwinęła się poprzez teksty pisane oraz pieśni wykonywane przez trubadurów.
Za największych twórców portugalskich uznaje się poetę i podróżnika Luísa de Camões, twórcę epopei „Os Lusíadas” (Luzjady), Fernanda Pessoę, poetę okresu modernizmu, oraz laureata Nagrody Nobla w dziedzinie literatury w 1998 roku – José Saramago.
Literaturę portugalską reprezentują tacy pisarze jak Francisco de Sá de Miranda, Gil Vicente, Brás Garcia de Mascarenhas, Almeida Garrett, Camilo Castelo Branco, Eça de Queiroz, Sophia de Mello Breyner, António Lobo Antunes oraz Miguel Torga. Z literatury portugalskiej wyodrębniła się literatura brazylijska.

### Muzyka
Portugalska muzyka obejmuje rozmaite gatunki muzyczne. Przede wszystkim jednak Portugalia słynie z tęsknych pieśni fado wykonywanych przy akompaniamencie gitar portugalskich. Najbardziej znanymi na świecie wykonawcami tej muzyki są: Amália Rodrigues, Carlos Humberto Paredes, José Afonso, Mariza, Carlos do Carmo, António Chainho, Mísia i Madredeus.
Nurt współczesnej muzyki portugalskiej reprezentują takie zespoły, jak Buraka Som Sistema (muzyka elektroniczna), Moonspell (gothic metal), Blasted Mechanizm (electro-rock) oraz The Gift.
W Portugalii odbywa się wiele letnich festiwali poświęconych różnym gatunkom muzyki. Do najważniejszych należą: TMN Festival Sudoeste (w Zambujeira do Mar), Paredes de Coura Festival (w Paredes de Coura), Optimus Alive! (w Passeio Marítimo de Algés), Rock in Rio Lisboa (w Lizbonie) oraz Super Bock Super Rock. W 2005 roku, Portugalia gościła w Lizbonie MTV Europe Music Awards.
Dziedzinę muzyki poważnej reprezentują m.in. pianiści Artur Pizarro i Maria João Pires oraz wiolonczelistka Guilhermina Suggia. Do znanych portugalskich kompozytorów należą: José Vianna da Motta, Carlos Seixas, João Domingos Bomtempo, João de Sousa Carvalho, Luís de Freitas Branco i jego student Joly Braga Santos, Fernando Lopes-Graça, Emmanuel Nunes i Sérgio Azevedo.

### Kino
Kino portugalskie posiada długoletnią tradycję, sięgającą początków tej formy przekazu w późnych latach XIX wieku. Do grona najlepszych portugalskich reżyserów należą: Arthur Duarte, António Lopes Ribeiro, Pedro Costa, Manoel de Oliveira, António-Pedro Vasconcelos, João Botelho oraz Leonel Vieira. Natomiast najbardziej znanymi portugalskimi aktorami są Joaquim de Almeida, Daniela Ruah, Maria de Medeiros, Diogo Infante, Soraia Chaves, Vasco Santana, Ribeirinho oraz António Silva.

### Kuchnia narodowa

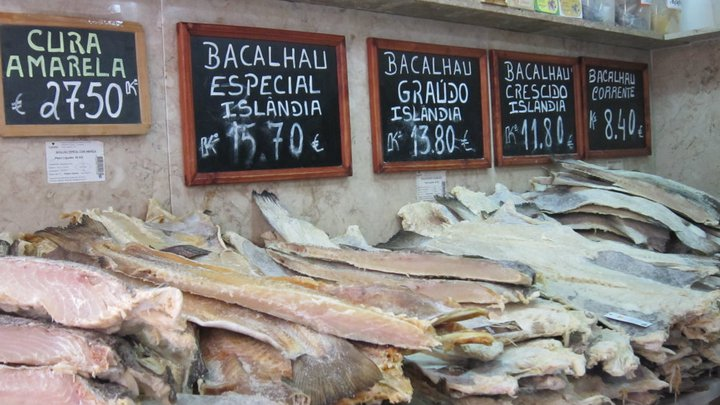
Bacalhau, czyli suszony dorsz

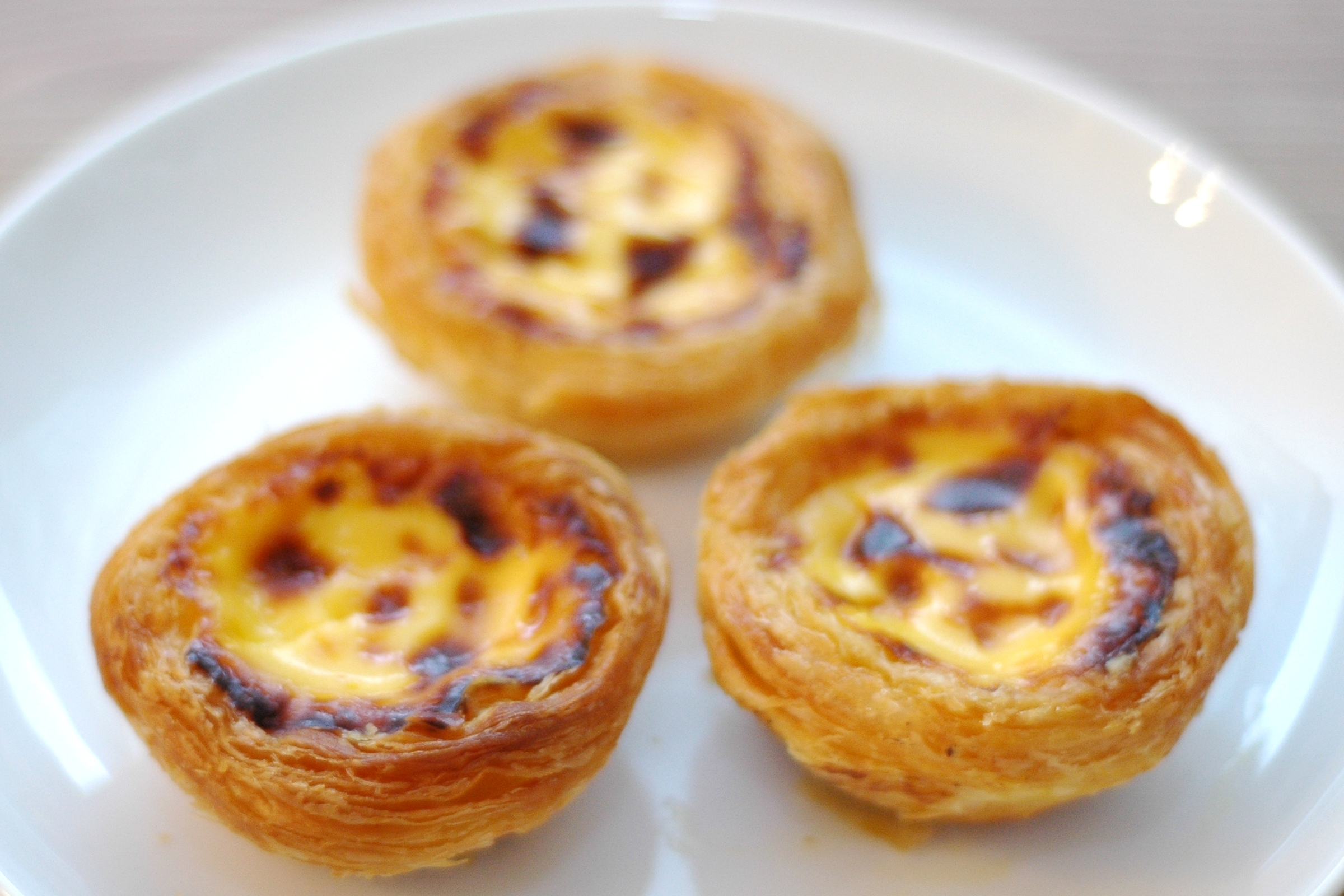
Pastéis de nata

Kuchnię portugalską cechuje zróżnicowanie. Łatwy dostęp do morza zagwarantował bogactwo ryb i skorupiaków, na których bazują potrawy z regionów nadmorskich, natomiast w centralnej części kraju dominują dania mięsne i sery. Wiele produktów Portugalczycy zawdzięczają najeźdźcom: Rzymianie pozostawili po sobie pszenicę, winną latorośl, figi, oliwki i migdały, natomiast Maurowie – ryż, owoce cytrusowe, szafran oraz zamiłowanie do ciast z miodem, migdałami i figami. Dzięki morskim ekspedycjom, portugalska kuchnia wzbogaciła się o rozmaite przyprawy z Indii i Dalekiego Wschodu, m.in. pieprz, cynamon, goździki i gałkę muszkatołową, oraz afrykańskie papryczki piri piri. Przywieziono także egzotyczne owoce, pomidory, ziemniaki, kukurydzę oraz kakao.
Narodową potrawą Portugalii jest bacalhau, solony i suszony dorsz, którego podobno można przyrządzić na 365 sposobów, czyli tyle, ile jest dni w roku. Każdy z regionów ma swój unikatowy sposób jego przyrządzania. Innym, równie popularnym daniem są grillowane sardynki (port. sardinhas grelhadas).
Każdy region kraju posiada swoją tradycyjną potrawę. Na przykład w Aveiro są to słodkie ovos moles, natomiast w Algarve cataplana, czyli owoce morza, duszone w specjalnym, miedzianym naczyniu z przykrywką. Na północy kraju popularna jest caldo verde – zielona zupa z ziemniaków, a na Azorach – cozido das Furnas – jednogarnkowe danie duszone w gorącej ziemi, tuż nad parującymi źródłami wulkanicznymi. Lizbona szczyci się pastéis de Belém (pastéis de nata), czyli babeczkami z budyniowym nadzieniem, posypanymi cynamonem i cukrem pudrem, a Porto – tripas à moda do Porto, czyli flaczkami z białą fasolą.
Portugalskie wina zdobyły światową sławę oraz kilka międzynarodowych nagród. Najbardziej znane na świecie są wino porto (pochodzące z doliny Douro) oraz niezwykle trwałe wino madera. Z Portugalii pochodzi także m.in. vinho verde oraz wina regionalne, np. z Douro, Alentejo, Dão, Bairrada, a także wino moscatel (z okolic Setúbal i Favaios).
W Portugalii odbywają się festiwale kulinarne, m.in. Algarve Gourmet w regionie Algarve, Festival Nacional de Gastronomia w Santarém (region Alentejo) oraz Międzynarodowy Festiwal Czekolady (International Chocolate Festiwal) w Óbidos, a także Festiwal Owoców Morza, czyli Festival do Marisco w Olhão.

### Sport

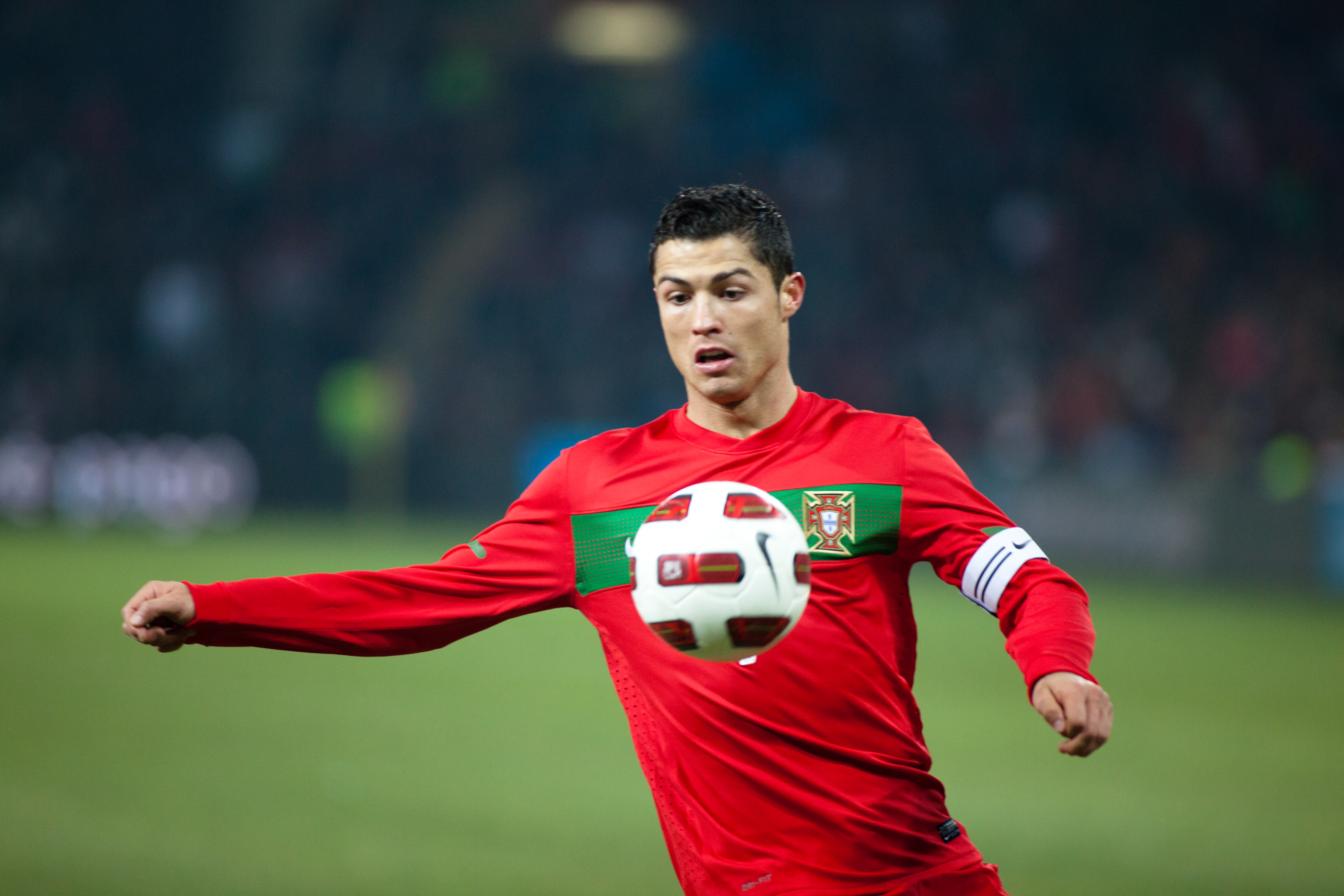
Cristiano Ronaldo

Piłka nożna jest najpopularniejszym sportem w Portugalii. W kraju organizuje się zarówno amatorskie mecze lokalne, jak i światowej klasy spotkania na profesjonalnym poziomie. Największą legendą portugalskiej piłki nożnej jest Cristiano Ronaldo, choć na świecie uznaniem cieszą się także Luís Figo i Eusébio – obaj są zdobywcami tytułu Piłkarza Roku FIFA, oraz trenerzy: José Mourinho, Carlos Queiroz, Manuel José i André Villas-Boas.
Największymi klubami sportowymi w Portugalii są: SL Benfica (Sport Lisboa e Benfica), FC Porto (Futebol Clube do Porto) oraz Sporting CP (Sporting Clube de Portugal). Kluby te często określane są jako „os três grandes”, czyli „wielka trójka”.
10 lipca 2016 reprezentacja Portugalii zdobyła pierwszy w historii tytuł Mistrza Europy.
Surfing i bodyboarding są bardzo popularne w Portugalii. Ericeira (okolice Lizbony) zajęła 3. miejsce w rankingu Top 10 najlepszych miejsc do surfowania na świecie (według magazynu Sunday Times, 2010 rok). W Portugalii odbywają się też zawody surfingowe Quiksilver Pro Portugal.
Najważniejszym wyścigiem kolarskim w Portugalii jest Volta a Portugal.
Portugalia znana jest także ze sportów motorowych. Co roku rozgrywane są stanowiący eliminację Rajdowych Mistrzostw Świata Rajd Portugalii oraz zaliczany do Mistrzostw Europy Rali Vinho da Madeira. W latach 1984–1996 na Autódromo do Estoril, a w roku 2020 na Portimao International Circuit rozgrywano mistrzostwa Formuły 1. Do 2012 roku obiekt ten gościł również Moto GP. Najbardziej znanym portugalskim kierowcą wyścigowym jest Tiago Monteiro.
W Portugalii znajduje się ponad 70 pól golfowych rozsianych po całym kraju. Najwięcej z nich jest w regionie Algarve oraz w okolicach Lizbony. W Vilamoura (Algarve) odbywa się prestiżowy turniej golfowy Portugal Masters, należący do PGA European Tour.
Portugalia ma długie tradycje jeździeckie. Odbywają się tu ważne zawody – Estoril International Showjumping Competition, będące jednym z etapów Global Champions Tour.
W centrum i na południu Portugalii można jeszcze obejrzeć tourada à corda, czyli walkę z bykiem przytrzymywanym na linie.
W północnej części Portugalii powstała oryginalna sztuka walki – Jogo do Pau, polegająca na walce z przeciwnikiem przy pomocy długiego kija.